# Orthogonia carneata
Orthogonia carneata là một loài bướm đêm trong họ Noctuidae.